# Рябов, Гавриил Георгиевич
Гавриил Георгиевич Рябов — советский хозяйственный, государственный и политический деятель.

## Биография
Родился в 1902 году. Член ВКП(б).
Участник Гражданской войны. С 1921 года — на хозяйственной, общественной и политической работе. В 1921—1956 гг. — курсант военной школы им. ВЦИК, ветеринарный фельдшер в войсковых частях Красной Армии, студент Новочеркасского ветеринарного института, начальник сектора научных учреждений и кадров, начальник противоэпизоотического отдела Главветуправления Наркомзема СССР, заведующий лабораторией ВИЭВ, начальник
Ветуправления, член Коллегии, заместитель Наркома земледелия РСФСР, начальник Главного ветеринарного управления Наркомзема СССР, заместитель Наркома земледелия РСФСР, начальник Ветеринарного управления Министерства земледелия РСФСР, заместитель министра земледелия РСФСР, министр животноводства РСФСР, министр совхозов РСФСР.
Избирался депутатом Верховного Совета РСФСР 2-го и 3-го созывов.